# John Cranko
John Cyril Cranko (Rustenburg, 15 augustus 1927 - aan boord van een trans-Atlantische vlucht, 26 juni 1973) was een Zuid-Afrikaanse balletdanser en choreograaf bij het Royal Ballet en het Stuttgart Ballet.

## Biografie

### Vroege jaren
Cranko werd geboren in Rustenburg in de voormalige Zuid-Afrikaanse provincie Transvaal. Als kind gaf hij poppenkastvoorstellingen als creatieve uitlaatklep. Zijn vroege balletopleiding ontving hij in Kaapstad bij de toonaangevende Zuid-Afrikaanse balletleraar Dulcie Howes van de Universiteit van Kaapstad. In 1945 choreografeerde Cranko zijn eerste werk, wat hij deed met Stravinsky's Suite uit L'Histoire du soldat. Daarna verhuisde hij naar Londen, waar hij in 1946 studeerde aan de Sadler's Wells Ballet School en in november 1947 zijn eerste rol danste.

### Londen
In Londen werkte Cranko samen met de kunstenaar John Piper aan Sea Change, in juli 1949 uitgevoerd in het Gaiety Theatre, Dublin. Ze werkten opnieuw samen voor Sadler's Wells Ballet voor The Shadow, welke op 3 maart 1953 werd geopend. Deze periode markeerde een overgang in de carrière van Cranko van danser tot fulltime choreograaf, met zijn laatste optreden voor het Sadler's Wells Ballet in april 1950. Op 23-jarige leeftijd werd hij aangesteld als huischoreograaf voor het seizoen 1950-1951 van Sadler's Wells Theatre Ballet.
Voor het gezelschap van Festival of Britain in 1951 choreografeerde Cranko Harlequin in April, op de muziek van Richard Arnell, en Pineapple Poll, op de muziek van Arthur Sullivan. In januari 1954 kondigde Sadler's Wells Ballet aan dat Cranko samenwerkte met Benjamin Britten om een ballet te creëren. Cranko bedacht een conceptscenario voor een werk dat hij oorspronkelijk The Green Serpent noemde, waarin elementen uit Koning Lear, Belle en het Beest en het oosterse verhaal gepubliceerd door Madame d'Aulnoy.  Cranko vroeg of Britten een componist wist die er muziek bij wilde componeren. Britten koos ervoor dit zelf te doen en creëerde vervolgens wat later The Prince of the Pagodas werd.
In 1960 regisseerde Cranko de eerste productie van Brittens opera A Midsummer Night's Dream op het Aldeburgh Festival. Toen het werk het jaar daarop in het Londense Covent Garden in première ging, werd Cranko niet uitgenodigd om te regisseren maar werd in plaats daarvan John Gielgud gevraagd.

### Stuttgart
Doordat Cranko wegens homoseksuele activiteiten werd vervolgd, verliet hij het Verenigd Koninkrijk en vertrok naar Stuttgart. Daar werd hij in 1961 benoemd tot directeur van het Stuttgart Ballet. Cranko verzamelde een groep getalenteerde performers zoals Marcia Haydée, Egon Madsen, Richard Cragun, Birgit Keil en Suzanne Hanke. Onder zijn volgende choreografieën waren onder meer Romeo en Julia van William Shakespeare (op muziek gezet door Sergej Prokofjev) en een bewerking van Jevgeni Onegin van Aleksandr Poesjkin (op muziek gezet door Pjotr Iljitsj Tsjaikovski).
Cranko's werk was een belangrijke bijdrage aan het internationale succes van het Duitse ballet, te beginnen met een gastoptreden in het New Yorkse Metropolitan Opera in 1969. In Stuttgart nodigde hij Kenneth MacMillan uit om met het gezelschap samen te werken, voor wie MacMillan tijdens Cranko's leven vier balletten creëerde en een vijfde, Requiem, als eerbetoon na de dood van Cranko.
Op initiatief van Cranko richtte het gezelschap in 1971 een eigen balletschool op. Het werd in 1974 ter ere van hem omgedoopt tot de John Cranko Schule.

### Overlijden
In 1973 overleed Cranko na een allergische reactie op een slaappil, die hij innam tijdens een trans-Atlantische chartervlucht van Philadelphia naar Stuttgart, twee dagen nadat het gezelschap een succesvolle tournee door de Verenigde Staten had voltooid aan de Academy of Music in Philadelphia. Er werd een noodlanding gemaakt in Dublin, waar Cranko bij aankomst in een ziekenhuis dood werd verklaard. Zijn moeder hoorde over zijn dood via een radio-uitzending. Cranko werd begraven op een kleine begraafplaats in de buurt van Slot Solitude in Stuttgart.